# Šahovska ECO klasifikacija
ECO je tričrkovni akronim za Encyclopedia of Chess Openings, v prevodu enciklopedija šahovskih otvoritev. Sistem označevanja šahovskih otvoritev ECO uporabljajo šahisti in šahovske publikacije po celem svetu. Sistem je v uporabi od leta 1960.
Vsaka otvoritev ima svojo ECO kodo, ki je sestavljena iz ene črke in dvomestne številke (A00-E99). Obstaja 500 otvoritvenih kod. Z naraščanjem kode se po navadi veča globina variante. Poznamo npr. 20 kod (C00-C19) za francosko obrambo (1.e4 e6) in izkušen šahist vam bo lahko povedal, da najdeš pod kodo (C15-C19) Winawerjevo varianto v francoski obrambi.
V uporabi je tudi ti. SCID klasifikacija, pri kateri je globina ECO klasifikacije poglobljena tako, da je običajni ECO kodi dodana še ena črka (a-z) npr. koda C42f označuje Boden-Kieseritsky gambit v ruski obrambi.
Kratek pregled šahovskih otvoritev z ECO klasifikacijo:
- A 1.d4 Sf6 2...; 1.d4 ...; 1.c4; 1.neobičajne otvoritve
  - A0 1.neobičajne otvoritve (A02-A03 1.f4: Birdova otvoritev, A04-A09 1.Sf3: Retijeva, kraljevo indijski napad)
  - A1 1.c4 ...: angleška
  - A2 1.c4 e5: angleška kraljeva
  - A3 1.c4 c5: angleška, simetrična
  - A4 1.d4 ...: igra daminega kmeta
  - A5 1.d4 Sf6 2.c4 ..: indijska obramba
  - A6 1.d4 Sf6 2.c4 c5 3.d5 e6: sodoben Benoni
  - A7 A6 + 4.Sc3 exd5 5.cxd5 d6 6.e4 g6 7.Sf3
  - A8 1.d4 f5: nizozemska obramba
  - A9 1.d4 f5 2.c4 e6: nizozemska obramba

- B 1.e4 c5; 1.e4 c6; 1.e4 d6; 1.e4 različno
  - B0 1.e4 ... (B02-B05 1.e4 Sf6: Aljehinova obramba; B07-B09 1.e4 d6: Pirčeva obramba)
  - B1 1.e4 c6: Karo-Kann
  - B2 1.e4 c5: sicilijanska obramba
  - B3 1.e4 c5 2.Sf3 Sc6: sicilianska obramba
  - B4 1.e4 c5 2.Sf3 e6: sicilianska obramba
  - B5 1.e4 c5 2.Sf3 d6: sicilianska obramba
  - B6 B5 + 3.d4 cxd4 4.Sxd4 Sf6 5.Sc3 Sc6
  - B7 B5 + 4.Sxd4 Sf6 5.Sc3 g6: sicilianska zmajeva obramba
  - B8 B5 + 4.Sxd4 Sf6 5.Sc3 e6: sicilianska ševeninška obramba
  - B9 B5 + 4.Sxd4 Sf6 5.Sc3 a6: sicilianska Najdorfova obramba

- C 1.e4 e5; 1.e4 e6
  - C0 1.e4 e6: francoska obramba
  - C1 1.e4 e6 2.d4 d5 3.Sc3: francoska, Winawer/klasična
  - C2 1.e4 e5: odprta igra
  - C3 1.e4 e5 2.f4: kraljev gambit
  - C4 1.e4 e5 2.Sf3: odprta igra
  - C5 1.e4 e5 2.Sf3 Sc6 3.Lc4: italijanska; igra dveh skakačev
  - C6 1.e4 e5 2.Sf3 Sc6 3.Lb5: španska (Ruy Lopez)
  - C7 1.e4 e5 2.Sf3 Sc6 3.Lb5 a6 4.La4: španska
  - C8 C7 + 4...Sf6 5.O-O: španska, zaprt in odprt sistem (C80-C83 5.O-O Sxe4: španska, odprt sistem; C84-C89 5.O-O Le7: španska, zaprt sistem)
  - C9 C8 +5...Le7 6.Te1 b5 7.Lb3 d6: španska, zaprt sistem

- D 1.d4 d5; 1.d4 Sf6 2.c4 g6 s 3...d5
  - D0 1.d4 d5: igra daminega kmeta
  - D1 1.d4 d5 2.c4 c6: slovanska obramba
  - D2 1.d4 d5 2.c4 dxc4: damin gambit sprejet (DGA)
  - D3 1.d4 d5 2.c4 e6: damin gambit zavrnjen (DGZ)
  - D4 D3 + 3.Sc3 Sf6 4.Sf3 c5/c6: pol-Taraševa obramba; pol-slovanska obramba
  - D5 D3 + 3.Sc3 Sf6 4.Lg5: DGZ klasičen
  - D6 D5 + 4...Le7 5.e3 O-O 6.Sf3 Sbd7: DGZ ortodoksen
  - D7 1.d4 Sf6 2.c4 g6 s 3...d5: Grunfeldova obramba
  - D8 1.d4 Sf6 2.c4 g6 3.Sc3 d5: Grunfeldova obramba
  - D9 1.d4 Sf6 2.c4 g6 3.Sc3 d5 4.Sf3: Grunfeldova obramba

- E 1.d4 Sf6 2.c4 e6; 1.d4 Sf6 2.c4 g6
  - E0 1.d4 Sf6 2.c4 e6: katalanska obramba, itd
  - E1 1.d4 Sf6 2.c4 e6 3.Sf3 (b6): kraljevo indijska obramba, itd
  - E2 1.d4 Sf6 2.c4 e6 3.Sc3 (Lb4): nimco-indijska obramba, itd
  - E3 E2 + 4.Lg5 ali 4.Dc2: nimco-indijska obramba
  - E4 E2 + 4.e3: nimco-indijska obramba, Rubinstein
  - E5 E4 + 4...O-O 5.Sf3: nimco-indijska obramba, glavna linija
  - E6 1.d4 Sf6 2.c4 g6: kraljevo indijska obramba
  - E7 1.d4 Sf6 2.c4 g6 3.Sc3 Lg7 4.e4: kraljeva indijka
  - E8 E7 + 4...d6 5.f3: kraljeva indijka, Samisch
  - E9 E7 + 4...d6 5.Sf3: kraljeva indijka, glavne linije